# 迎風河濱公園
25°04′27.6″N 121°32′44.6″E / 25.074333°N 121.545722°E
迎風河濱公園位於臺灣台北市中山區，為基隆河畔自大直橋至中山高速公路間的綠地空間，公園面積約有600,000平方公尺。園區於2002年整建完成，內附設有含有各類球場的運動公園、腳踏車道等休憩設施。
如其名所示，迎風河濱公園為定位為河濱公園的綠地，其用地為配合河川整治工程，將面積廣大的河濱高灘地整平，並加以綠化所得。公園所佔土地在汛期間仍然屬於河川行水區，但在非防汛期間，則可提供市民使用。

## 迎風狗運動公園
在市民的要求下，臺北市政府於2002年開始規劃設置狗運動公園。臺北市動物保護處在會勘過多處河濱公園後，選定迎風河濱公園金泰段設置佔地一公頃的狗運動公園，並規劃為全國首座「免繫犬鏈」之狗運動公園。狗運動公園園區於2006年落成啟用，也是全台第一座的狗運動公園。
在人狗分離、保護犬隻安全及不影響其他民眾休閒運動、騎自行車原則下，動物衛生檢驗所參考加拿大多倫多及國外多處狗公園之設計理念在狗運動公園設置有圍欄、雙層門等硬體作為阻絕式防護措施，並且訂定有使用規則。上述措施已由動物衛生檢驗所向農委會詢問，確認合乎現行動物保護法第20條「寵物出入公共場所或公眾得出入之場所，應由7歲以上之人伴同，並採取適當防護措施，違反規定者可依同法第31條規定處新台幣2,000至10,000元罰鍰」的規定。

## 資料來源
1. ↑  鍾泓良.第二座寵物公園 北市潭美毛寶貝快樂公園今啟用 （页面存档备份，存于）.自由時報.2017-9-24

## 外部連結
- 迎風河濱公園  臺北旅遊網 （页面存档备份，存于）
- 臺北市政府工務局水利工程處-迎風河濱公園 （页面存档备份，存于）